# Věra Petráčková
Věra Petráčková (18. února 1941 Svárov – 23. května 1998 Praha) byla česká bohemistka, slavistka, lexikografka, editorka, vysokoškolská pedagožka a pracovnice katedry českého jazyka Pedagogické fakulty Univerzity Karlovy. Zabývala se analýzou děl Jana Amose Komenského a Václava Jana Rosy a dějinami starší české jazykovědy a literatury.

## Život
Začínala jako učitelka na druhém stupni základní školy. Poté absolvovala pedagogickou a filozofickou fakultu Univerzity Karlovy v Praze. Získala aprobaci v oborech: čeština, ruština, ukrajinština a angličtina. V roce 1970 nastoupila svou vědeckou dráhu v Kabinetu pro vydávání Díla Jana Amose Komenského ČSAV jako editorka spisů Jana Amose Komenského. Když došlo ke zrušení kabinetu se stala zaměstnankyní komeniologického oddělení Pedagogického ústavu J. A. Komenského. Také se stala se textovou redaktorkou Komenského českých spisů a věnovala se jejich edičním zásadám.
Zabývala se průzkumem pramenných komenián v domácích i zahraničních knižních a rukopisných fondech (na Moravě, Polsku, Rusku, Litvě a ve Švédsku) a podílela se na redakci dvousvazkového vydání vybraných pedagogických spisů v ruštině (Moskva 1982).
Ve vlastní badatelské práci zaměřovala pozornost na jmennou deklinaci v raně novověké češtině, na české mluvnictví a slovníkářství raného novověku.
V 80. letech 20. stol. působila v Ústavu pro jazyk český, kde se věnovala především české lexikografii. Zde se podílela na přípravě Akademického slovníku cizích slov, na kterém pracovala spolu s Jiřím Krausem a kolektivem autorů.
Jejím dalším tematickým okruhem byly česko-slovinské kulturní vztahy v raném novověku. V závěrečné fázi svého života působila na pedagogických fakultách v Plzni a v Praze, kde vyučovala starší českou literaturu.